# Třída Ouragan
Třída Ouragan byla třída dokových výsadkových lodí Francouzského námořnictva. Skládala se ze dvou jednotek - Ouragan (L 9021) a Orage (L9022), zařazených do služby v roce 1965 a v roce 1968. Obě postavila loděnice Arsenal de Brest v Brestu. K jejich hlavním úkolům patřilo provedení výsadku 349 vojáků námořní pěchoty s vybavením na nepřipravené pobřeží a jejich logistická podpora. Výsadek byl prováděn pomocí vyloďovacích člunů a vrtulníků. Dále mohly sloužit jako transportní lodě, přepravující 1 500 tun nákladu či opravárenské lodě pro lodě o výtlaku do 400 tun. V případě nouze mohly být využity k protiponorkovému hlídkování. Orage byl používán při francouzských jaderných zkouškách na atolu Mururoa. Obě jednotky byly v roce 2007 vyřazeny.

## Konstrukce
Na přídi na pravoboku hlavní letové paluby se nacházel velitelský ostrov. Za ním se nacházela pomocná demontovatelná letová paluba pro vrtulníky, pod níž byl palubní dok pro výsadkové čluny. Mezi letovými palubami byl umístěn jeřáb s nosností 35 tun. Posádku lodi tvořilo 211 námořníků. Lodě mohly přepravovat až 349 vojáků či 1 500 tun nákladu. Palubní dok měl délku 120 metrů a šířku 13,2 metru. Mohly z něj operovat dva vyloďovací čluny EDIC či osm člunů LCM. Na zádi lodí dále byly uskladněny tři vyloďovací čluny typu LCVP. Z hlavní letové paluby mohly operovat tři těžké či deset lehkých transportních vrtulníků. Na pomocné letové palubě mohl přistát jeden těžký či tři lehké vrtulníky. Původní výzbroj lodí tvořily čtyři 40mm kanóny a dva 120mm minomety (Orage nesl pouze kanóny). Pohonný systém tvořily dva diesely SEMT-Pielstick 12 PC 2V. Nejvyšší rychlost byla 17 uzlů. Dosah byl 9 000 námořních mil při ekonomické rychlosti 15 uzlů.

## Jednotky třídy
Jednotky třídy Ouragan:
| Název           | Zahájení stavby | Spuštěna na vodu  | Uvedení do služby | Osud                   |
| --------------- | --------------- | ----------------- | ----------------- | ---------------------- |
| Ouragan (L9021) | 20. června 1962 | 9. listopadu 1963 | 1. června 1965    | vyřazena, 2007         |
| Orage (L9022)   | 12. června 1966 | 22. dubna 1967    | 1. dubna 1968     | prodána do šrotu, 2017 |